# Ayakum
Il lago Ayakum o Ayakkum (in uiguro: ئاياققۇم كۆلى, Ayaqqum köli) è un lago salato endoreico della Cina occidentale situato nei pressi del confine settentrionale dell'altopiano del Tibet, in uno dei bacini intermontani estesi tra la catena del Kunlun a sud e quella degli Altyn-Tagh a nord, a nord-est del lago Aqqikkol. Appartiene amministrativamente alla contea di Ruoqiang della 
Prefettura autonoma mongola di Bayin'gholin dello Xinjiang.
Il lago, situato a 3876 m di quota, ha una superficie di 537,60 km², una lunghezza di 47,8 km, un'ampiezza massima di 17,6 km e un'ampiezza media di 11,25 km. Ha una profondità media di 10 m e una massima di 50 m. Nella regione del lago le precipitazioni annue oscillano tra i 100 e i 200 mm e si registra una temperatura media annua inferiore agli 0 °C, con escursioni termiche notevoli tra il giorno e la notte e un'irradiazione solare intensa.
Nonostante molti dei piccoli ghiacciai e torrenti alimentati dallo scioglimento delle nevi sull'altopiano tibetano diano origine ai principali fiumi del Sud-est asiatico (tra cui il Brahmaputra, il Mekong e lo Yangtze), molti altri sfociano in laghi endoreici salati come, appunto, il lago Ayakum.